# 原田武
原田 武（はらだ たけし、1933年1月29日-2020年1月29日）は、日本のフランス文学者、翻訳家。大阪外国語大学名誉教授。

## 人物
京都市生まれ。1955年大阪外国語大学卒業、1958年大阪市立大学大学院文学研究科修士課程修了。立命館高等学校教諭、1964年帝塚山大学講師、大阪外国語大学助教授、教授、1999年定年退官、名誉教授、関西福祉科学大学教授。
2019年、瑞宝中綬章受章。
ジュリアン・グリーンや、マルセル・プルーストの同性愛を研究。
父と娘の近親相姦について虐待的なものも多く存在するとした上でそれだけではないと指摘する。
2020年に老衰のため死去。生没同日である。

## 著作
- 『異端カタリ派と転生』（人文書院） 1991
- 『プルーストと同性愛の世界』（せりか書房） 1996
- 『プルーストに愛された男』（青山社） 1998
- 『インセスト幻想 - 人類最後のタブー』（人文書院） 2001
- 『文学と禁断の愛 - 近親姦の意味論』（青山社） 2004
- 『プルースト感覚の織りなす世界』（青山社） 2006
- 『共感覚の世界観 - 交流する感覚の冒険』（新曜社） 2010

## 共著
- 『仏文解釈の初歩』（松井三郎共著、白水社） 1975

## 翻訳
- 『フランス語の生理学』（ジョルジュ・ガリシェ、松井三郎共訳、白水社、文庫クセジュ） 1971
- 『文学と霊なるもの - 火の夜』（アンドレ・ブランシェ、田辺保共訳、思潮社） 1972
- 『ヴァルーナ』（ジュリアン・グリーン、青山社） 1975
- 『私があなたなら』（ジュリアン・グリーン、青山社） 1979
- 『終末を前にして ジュリアン・グリーンは語る』（マルセル・ジュリアン共著、人文書院） 1981
- 『アシジの聖フランチェスコ』（ジュリアン・グリーン、人文書院） 1984
- 『信仰の卑俗化に抗して フランスのカトリック信者へのパンフレ』（ジュリアン・グリーン、青山社） 1993